# Aetomylaeus maculatus
El Aetomylaeus maculatus es una especie de pez de la familia Myliobatidae.

## Descripción
El Aetomylaeus maculatus puede crecer hasta los 78 cm de ancho del disco. Poco se sabe sobre esta especie, pero por especies similares se espera que produzca una media de cuatro crías al año.Tiene una cola sin espinas que es seis veces más larga que la longitud del cuerpo.

## Distribución
Se encuentra en China, India, Indonesia, Malasia, Singapur, Sri Lanka, Taiwán, y Tailandia. Sus hábitats naturales son mares abiertos, mares poco profundos, zonas submareales, y estuarios.